# 拉塔洛迪耶尔
拉塔洛迪耶尔（法語：La Talaudière，法語發音：[la talodjɛʁ]），法国东南部城市，奥弗涅-罗讷-阿尔卑斯大区卢瓦尔省的一个市镇，隶属于圣艾蒂安区，其市镇面积为7.63平方公里，2022年1月1日时人口数量为7,103人，在法国城市中排名第1,527位。
拉塔洛迪耶尔位于卢瓦尔省南部，省会圣艾蒂安市区东北，是圣艾蒂安的一个近郊卫星城。

## 地名来源
“拉塔洛迪耶尔”一名于天主教圣人巴多罗买有关，其具体来源尚有待考证。

## 历史
拉塔洛迪耶尔市镇成立于1872年，由索尔比耶、圣让博讷丰和雅雷地区拉图尔三个市镇的部分区域组合而成，彼时，该区域因沙佐特煤矿（Mines de la Chazotte）的开采而聚集了大量的人口。在此之前，拉塔洛迪耶尔最初于1378年被提及，中世纪末期该地长期为索尔比耶的一处村庄。20世纪中后期，当地的煤矿相继关闭。随着圣艾蒂安的城市扩张，拉塔洛迪耶尔境内出现了新兴居民区，当地人口数量逐年增加。

## 地理

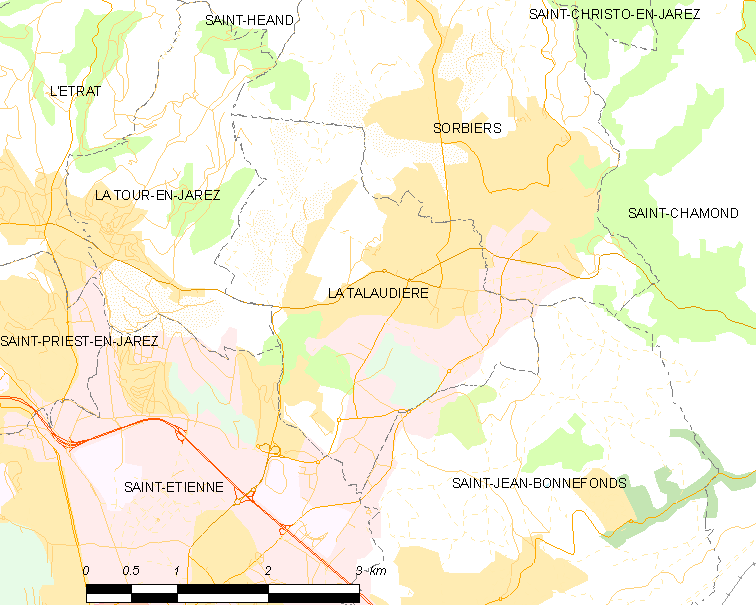
拉塔洛迪耶尔市镇范围地图

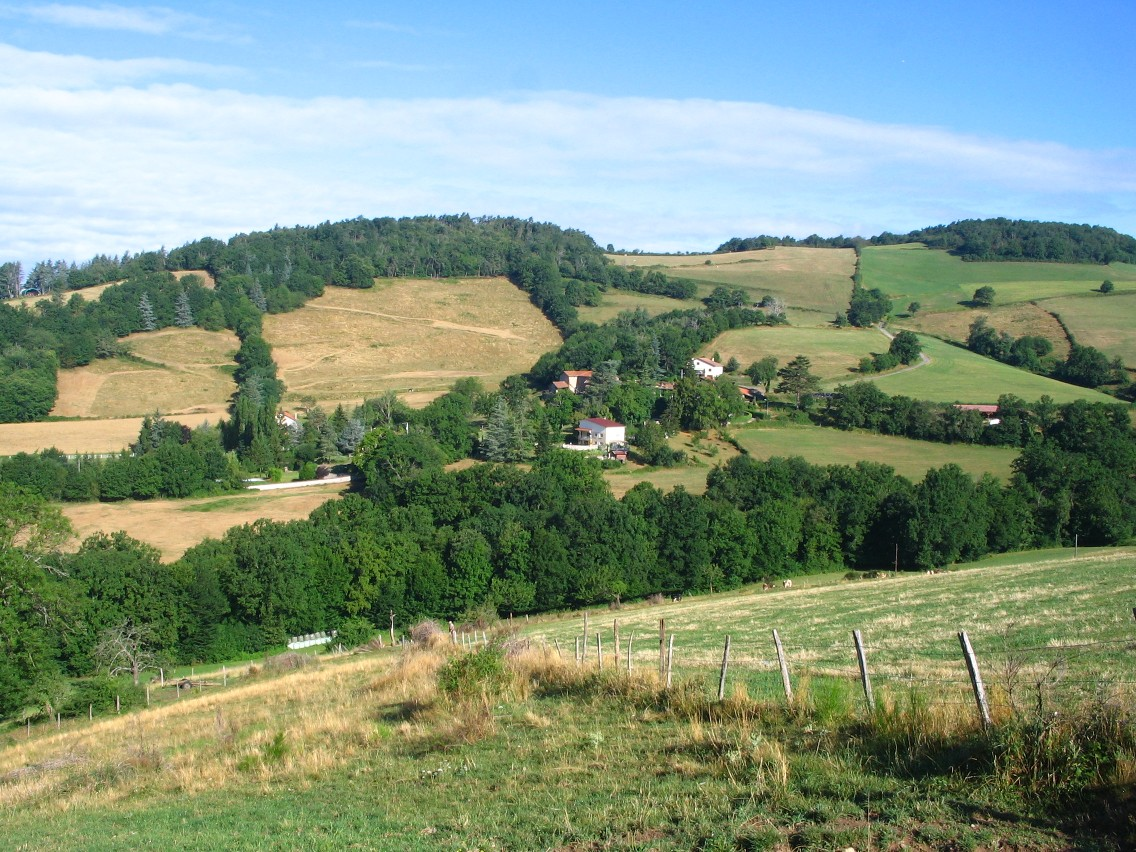
拉塔洛迪耶尔附近的自然景观

拉塔洛迪耶尔位于法国东南部，奥弗涅-罗讷-阿尔卑斯大区中西部和卢瓦尔省南部，距离省会圣艾蒂安大约6公里。与拉塔洛迪耶尔接壤的市镇包括：圣艾蒂安、索尔比耶、雅雷地区拉图尔和圣让博讷丰。

### 地形
拉塔洛迪耶尔位于法国中央高原东部腹地，境内以丘陵及山地为主，市镇中心位于一处丘陵之上，部分区域起伏明显，全境海拔在473到696米之间。

### 水文
拉塔洛迪耶尔位于卢瓦尔河流域，翁宗河自东北向西南流经境内。

### 植被
拉塔洛迪耶尔属于温带阔叶混交林区，市政公园（Parc municipal de La Talaudière）是当地主要的城市绿地。
在鲜花城市的评比中，拉塔洛迪耶尔被评为3星级鲜花城市。

### 气候
拉塔洛迪耶尔在柯本气候分类法中属于带有温带海洋性气候及地中海气候特征的山地气候。

## 行政区划
拉塔洛迪耶尔的市镇编号为42275，邮政编号为42270。
在行政管理方面，拉塔洛迪耶尔隶属于法国奥弗涅-罗讷-阿尔卑斯大区卢瓦尔省圣艾蒂安区；在地方选举方面，拉塔洛迪耶尔隶属于索尔比耶县，其市镇范围全境被划入卢瓦尔省第三选区；在社会管理方面，拉塔洛迪耶尔是圣艾蒂安都会区的组成部分。
法国国家统计与经济研究所（简称）在进行数据统计时，将拉塔洛迪耶尔及相邻的另外31个市镇设为圣艾蒂安城市核心区，并将包括核心区在内的周边共117个市镇划为圣艾蒂安城市区。自2020年起，圣艾蒂安城市区被包含105个市镇的圣艾蒂安城市辐射区代替。此外，还将拉塔洛迪耶尔市镇分为了3个“块区”（IRIS），以便于统计人口分布情况。

## 交通

### 公路
卢瓦尔省省道D3线和D1498线在拉塔洛迪耶尔境内交汇。
| 16 | 6 |

| 圣艾蒂安 | 9 |

| 圣沙蒙 | 7 |

| 圣普列斯特 | 6 |

2018年，79.5%的拉塔洛迪耶尔家庭拥有至少一辆私人汽车。2019年，拉塔洛迪耶尔境内共发生各类交通事故2起，造成2人受伤。

### 铁路
距离拉塔洛迪耶尔最近的运营中的客运铁路车站为圣艾蒂安沙托克勒站，该站每天开行直达巴黎的高速列车，并开行前往里昂、昂贝略、勒皮、罗阿讷以及博安方向的区域列车。

### 航空
距离拉塔洛迪耶尔最近的民用航空站为里昂圣埃克絮佩里机场，距离拉塔洛迪耶尔市中心的公路里程约70公里。

### 城市公共交通
拉塔洛迪耶尔是圣艾蒂安城市公共交通（商业名称为）的服务范围，后者是圣艾蒂安都会区的城市公共交通系统。截至2022年11月，该系统共包括数十条公交线路，其中公交10路、14路、25路、28路、83路、84路和85路经过拉塔洛迪耶尔市区。

## 政治
拉塔洛迪耶尔的现任市长为罗马娜·贡扎莱兹-格赖伊女士（Ramona GONZALEZ-GRAIL），她是一名左翼无党派人士，在2020年的市政选举中获得了58.16%的支持率。
在2022年的法国总统大选中，法国第25任总统埃马纽埃尔·马克龙在拉塔洛迪耶尔获得了58.69%的支持率。

## 人口
2020年，拉塔洛迪耶尔市镇人口数量为7,044，在法国排名第1,527位。其中男性3,402人，女性3,642人，75岁及以上人口占14.1%，外籍人口数量为288人，人口密度为923人/平方公里，当地居民被称为（男性）或（女性）。2021年，拉塔洛迪耶尔境内出生50人，死亡人口106人。
| 拉塔洛迪耶尔1901年－2019年人口变化情况 |
|                                        |
| 数据来源：Cassini、INSEE               |

## 经济
拉塔洛迪耶尔是圣艾蒂安的一个近郊卫星城。截止2022年9月，拉塔洛迪耶尔市镇范围内共有各类用人单位（包含自雇）972家，平均历史为16年，其中96.77%为中小型企业（PME），2022年9月至11月间，当地的经济活力指数为0.72%。（肉制品）、（农副产品）及（前期施工）是当地2021年营业额最高的三个企业，分别为242,861,434欧元、28,686,996欧元和12,725,932欧元。

## 财政与居民收入
2020年，拉塔洛迪耶尔的财政收入总额为9,521,050欧元，财政支出总额为8,090,640欧元，当年的债务总额为9,475,410欧元。2021年，拉塔洛迪耶尔共获得351,413欧元的国家财政补助，比上一年减少了5.76%。
2019年，拉塔洛迪耶尔的人均月收入总额为2,297欧元，其中高级职员为3,842欧元，低于法国平均水平（4,230欧元）；中级职员为2,373欧元，低于法国平均水平（2,411欧元）；普通职员为1,704欧元，亦低于法国平均水平（1,740欧元）。
2022年，拉塔洛迪耶尔境内的青壮年（15至64岁）失业率为11.3%，当地46.9%的家庭拥有纳税资格，平均纳税3,402欧元，低于法国平均水平（4,393欧元）。

## 社会事务

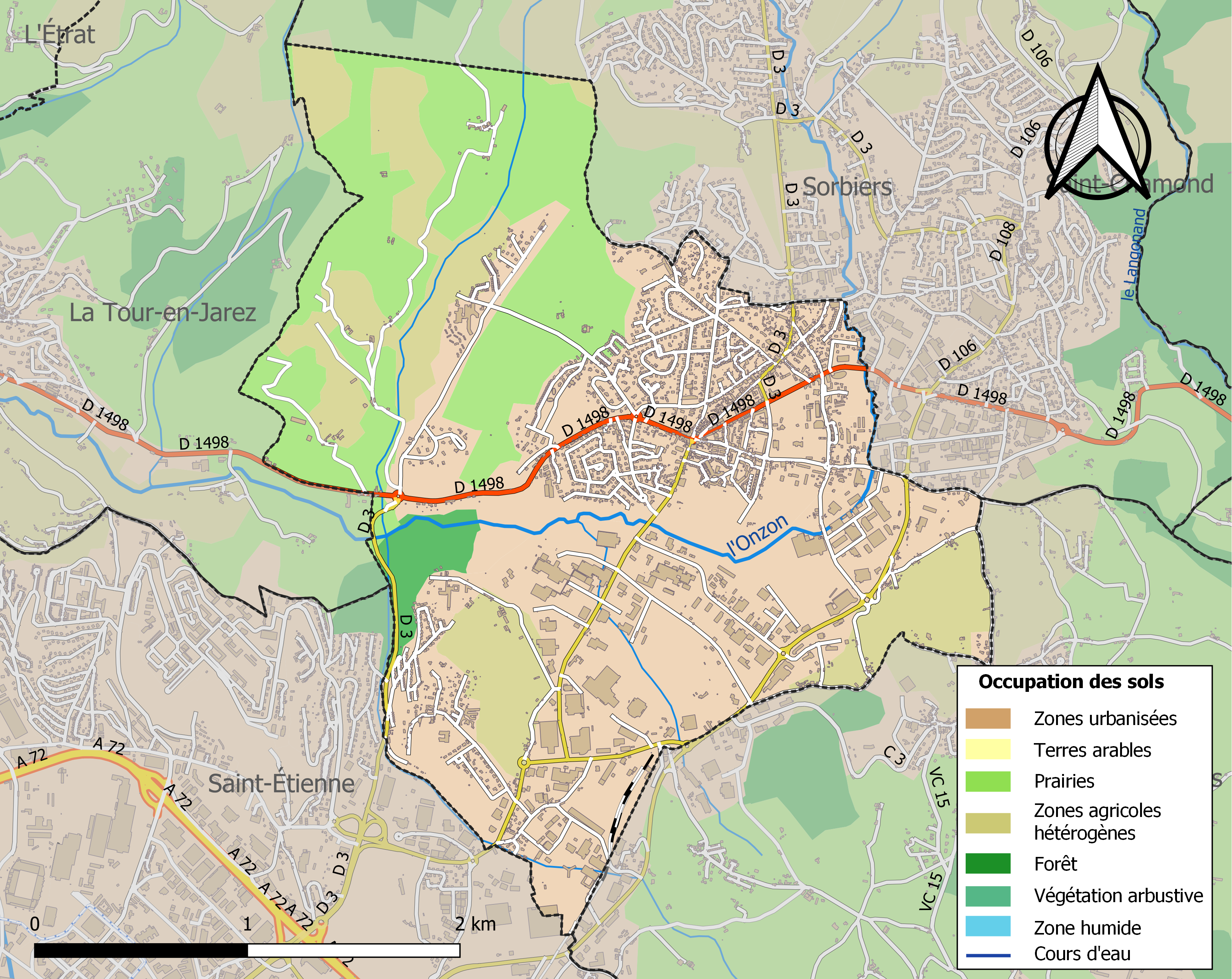
拉塔洛迪耶尔土地利用情况地图

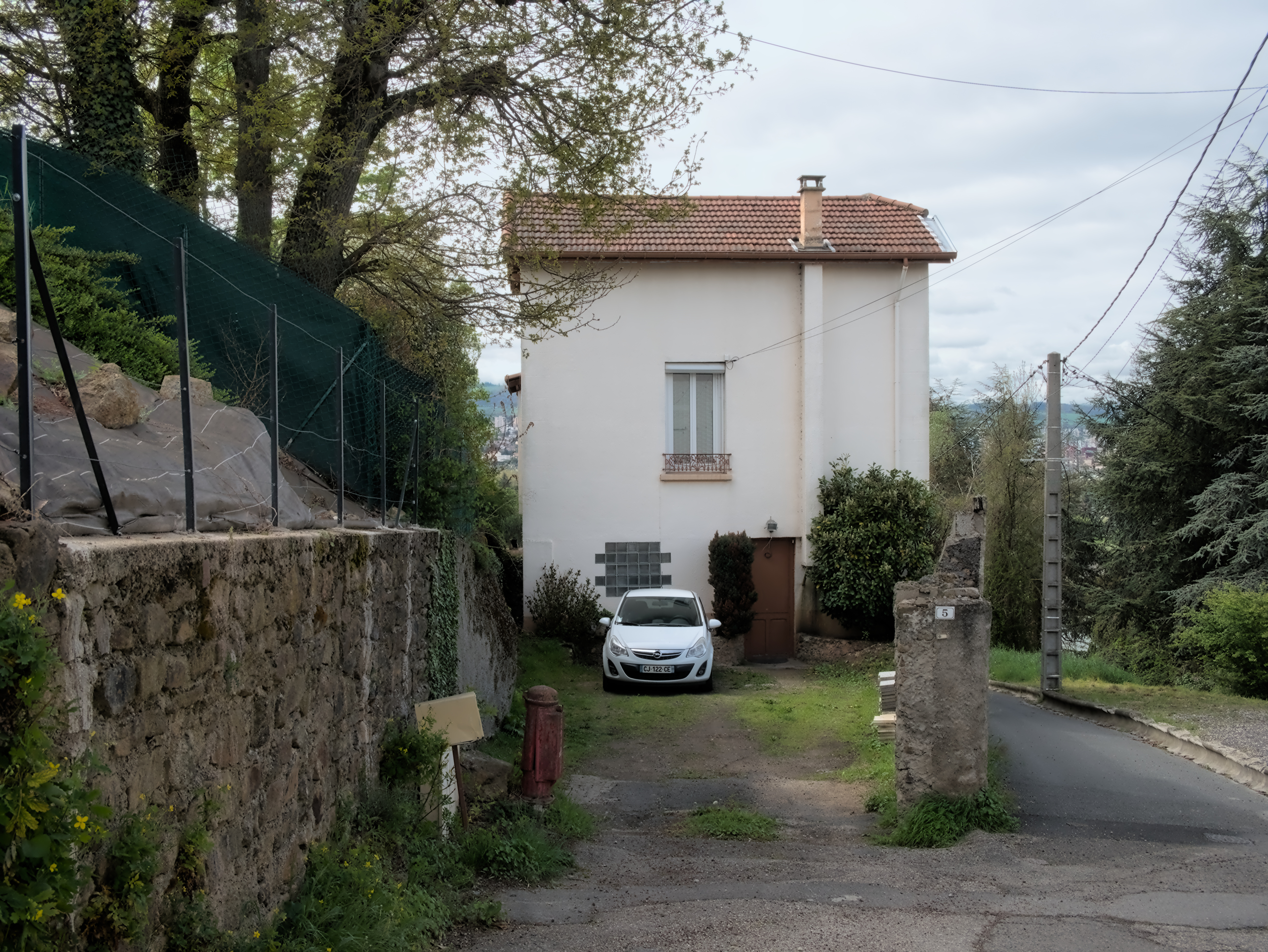
一处民宅

### 教育
拉塔洛迪耶尔属于里昂学区。截止2020年1月1日，拉塔洛迪耶尔境内共有1所幼儿园、3所小学和1所初级中学。2018至2019学年度，拉塔洛迪耶尔境内共有在校中等教育阶段学生874名。

### 医疗
截止2020年1月1日，拉塔洛迪耶尔境内共有全科医生5名、保健师11名、牙医8名、护士18名和助产士3名。境内共有药房3家、养老院3家、残疾人帮扶中心1家。
拉塔洛迪耶尔是圣艾蒂安大学中心医院的服务范围，后者是法国的一个区域性医疗机构，其主病区“圣艾蒂安北医院”（Saint-Étienne Hôpital Nord）位于雅雷地区圣普列斯特境内，距离拉塔洛迪耶尔市区的正常车程约10分钟，该院设有床位1,276个，是当地规模最大的公立综合性医院。

### 住房
2018年，拉塔洛迪耶尔境内共有各类住房3,105套，其中48.9%为独立式居民区，50.8%为集中式居民区。常住房屋占拉塔洛迪耶尔市镇范围内居民建筑总量的92.8%。
在住房保障政策方面，2020年，拉塔洛迪耶尔境内共有532户家庭获得了住房经济补助，受益人数占总人口数量的7.7%，其中509份为房租补助。

### 商业
2019年，拉塔洛迪耶尔境内共有各类实体商铺156家，其中餐厅18家、大型超市3家、杂货店1家、面包房4家、肉铺5家、书店4家、装饰品店3家、银行门店7家、美容美发店10家、汽车维修店13家。镇中心建有一家家乐福便民超市。

### 体育
2020年，拉塔洛迪耶尔境内共有1家游泳池、3间体育馆、4处网球场、3处足球或橄榄球场以及2处篮球或排球场。
截至2023年10月，索尔比耶-拉塔洛迪耶尔足球俱乐部（Sorbiers la Talaudière Football，编号564205）是当地唯一的注册足球俱乐部，该足球队成立于2019年，其主队2023至2024赛季参加卢瓦尔省甲组（法国第九级别），其主场为马塞尔·蒂内球场（Stade Marcel Thinet）。
标准拉塔洛迪耶尔是当地的一家体育俱乐部，包含有多个项目的团队。

### 环境
拉塔洛迪耶尔的环境事务由其所属的圣艾蒂安都会区负责。2019年，拉塔洛迪耶尔境内共有3家污染企业。

### 治安
拉塔洛迪耶尔所在地是圣艾蒂安警区（zone police de Saint Etienne）的管辖范围。2020年，该警区辖区内共7个市镇累计发生各类案件13,685起，其中盗窃类案件8,085起，经济类案件1,655起，毒品交易类案件787起。

## 文化

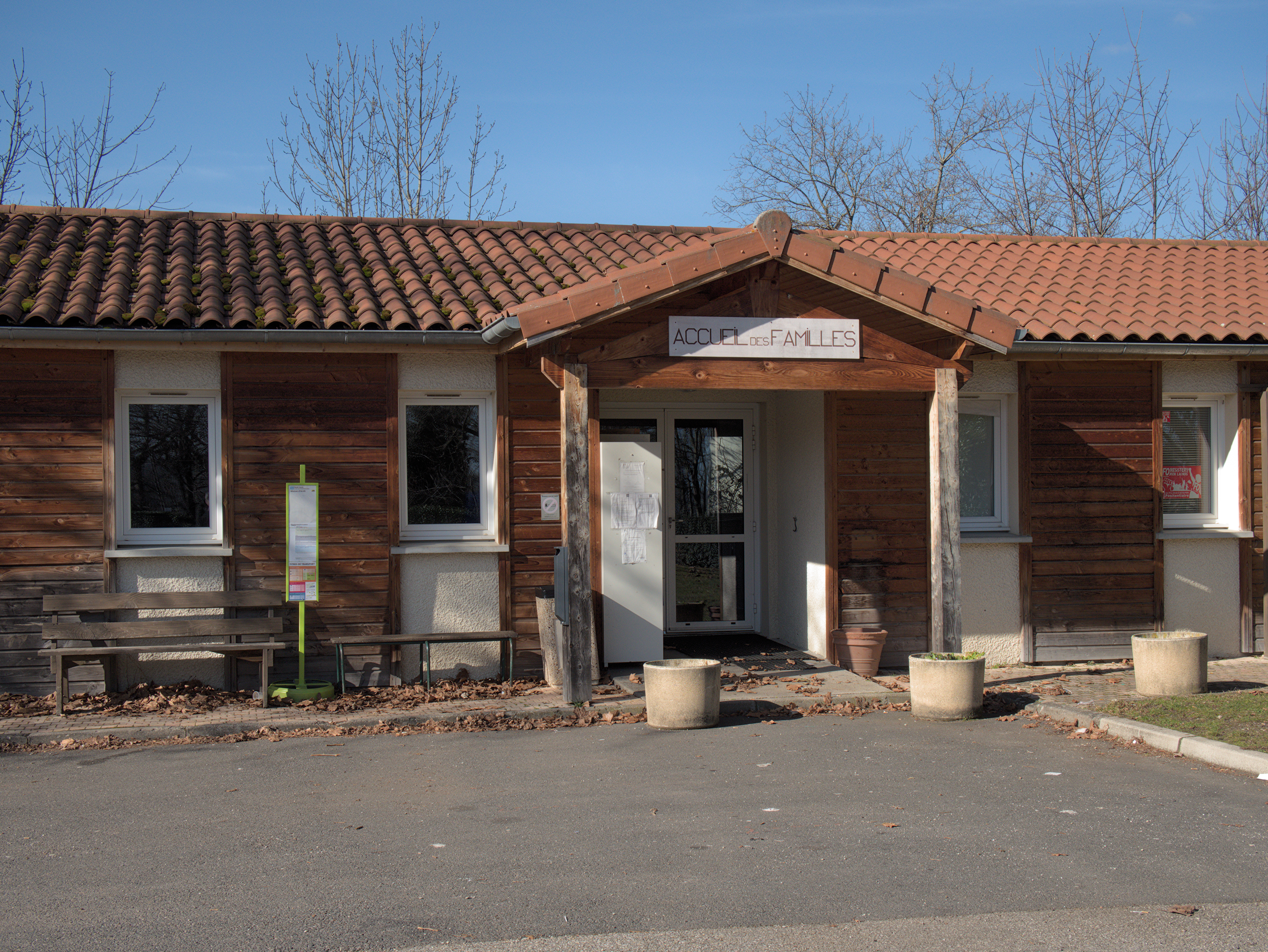
拉塔洛迪耶尔监狱亲友见面室

2020年，拉塔洛迪耶尔境内有1家电影院。拉塔洛迪耶尔市政府提供市政图书馆，每周二至六向公众开放。

### 建筑
拉塔洛迪耶尔境内的大部分建筑物建于20世纪以后，拉塔洛迪耶尔教堂（Église de la Talaudière）是当地的地标性建筑物。

### 旅游
拉塔洛迪耶尔的旅游事务由其所属的圣艾蒂安都会区负责。2021年，拉塔洛迪耶尔境内暂无任何游客接待设施。

### 媒体
法国主要的媒体均可在拉塔洛迪耶尔接收，法国电视三台下属的奥弗涅-罗讷-阿尔卑斯大区频道在部分时段播出拉塔洛迪耶尔所属区域的地方新闻。《进步报》、蓝色法兰西圣艾蒂安广播、Scoop广播、卢瓦尔省电视台等为当地主要的地方性媒体。

## 友好城市
截至2023年10月，拉塔洛迪耶尔共与两座城市互为友好城市关系：
- 德国 屈萨贝格
- 西奥